# جين كلارك
جين كلارك (بالإنجليزية: Gene Clark) هو ملحن وعازف قيثارة ومغن مؤلف ومغني أمريكي، ولد في 17 نوفمبر 1944 في تيبتون في الولايات المتحدة، وتوفي في 24 مايو 1991 في شيرمان أوكس في الولايات المتحدة بسبب نوبة قلبية.

## الفلم الوثائقي
في عام 2013، تم إصدار فيلم وثائقي عن حياة كلارك ومسيرته المهنية ، بعنوان The Byrd Who Flew Alone، ويتضمن الوثائقي مساهمات من العائلة والأصدقاء والأعضاء الثلاثة الباقين على قيد الحياة من فرقة بيردز (بالإنجليزية: Byrds)، كما كشف الفيلم الوثائقي عن إصابة جين كلارك بسرطان الحلق وقت وفاته.

## وصلات خارجية
- جين كلارك على موقع IMDb (الإنجليزية)
- جين كلارك على موقع الموسوعة البريطانية (الإنجليزية)
- جين كلارك على موقع ميوزك برينز (الإنجليزية)
- جين كلارك على موقع رولينغ ستون (الإنجليزية)
- جين كلارك على موقع إن إن دي بي (الإنجليزية)
- جين كلارك على موقع أول ميوزيك (الإنجليزية)
- جين كلارك على موقع ديسكوغز (الإنجليزية)